# Mario Daubenfeld
Mario Daubenfeld (* 16. Januar 1958 in Wasserbillig) ist ein luxemburgischer Brigadegeneral und Politiker (ADR).

## Leben
Mario Daubenfeld wurde 1958 in Wasserbillig, in der Gemeinde Mertert, im Großherzogtum Luxemburg geboren.
Nach verschiedenen anderen Aufgaben übernahm Daubenfeld am 1. Februar 2013 von Gaston Reinig die Aufgabe als Befehlshaber der luxemburgischen Streitkräfte. Nur knapp zwei Jahre später wurde er 2014 selbst wiederum von Romain Mancinelli abgelöst.
Seit 2016 ist er aktives Mitglied der freiheitlich-wertkonservativen Alternativ Demokratesch Reformpartei und dort Vorsitzender des Bezirks „Zentrum“.
Der ehemalige General ist verheiratet und Vater einer Tochter.

## Weblink
- Biografie von Mario Daubenfeld auf der Internetseite der NATO (englisch).